# (26109) 1991 LJ3
A (26109) 1991 LJ3 a Naprendszer kisbolygóövében található aszteroida. Eric Walter Elst fedezte fel 1991. június 6-án.